# Günter Mosch
Günter Mosch (* 30. März 1942 in Dresden) ist ein ehemaliger deutscher Radsportler, der in den 1960er und 1970er Jahren aktiv war. Er war Spezialist für Querfeldeinrennen und in dieser Disziplin dreifacher DDR-Meister.

## Sportliche Laufbahn
Mosch begann 1959 mit dem Radsport bei der BSG Chemie Bernburg, wechselte zu Dynamo Magdeburg und schloss sich 1962 der SG Dynamo Dresden-Nord an. Von einer kurzen Episode beim SC Dynamo Berlin blieb er in seiner gesamten sportlichen Laufbahn seinem Dresdner Verein treu.
Den Titel des DDR-Meisters in seiner Spezialdisziplin gewann er 1963 sowie 1973 und 1974. Vize-Meister wurde er 1966, 1976 und 1979. Den dritten Platz gewann er 1964, 1970, 1971 und letztmals 1981 mit fast 40 Jahren. An den UCI-Weltmeisterschaften konnte er nicht teilnehmen, weil die Sportführung der DDR in den Jahren seines Leistungszenits keine Mannschaften mehr zu den Titelkämpfen entsandte. Straßenrennen bestritt Mosch ebenfalls, 1970 konnte er in dieser Disziplin die Jahreswertung der besten BSG-Fahrer gewinnen.

## Berufliches
Mosch war in den 1980er Jahren als Techniker der Sektion Eisschnelllauf beim SC Einheit Dresden tätig.